# نصر أباد (إسفراين)
نصر أباد (بالفارسية: نصرآباد) هي قرية تقع في قسم آذري الريفي (مقاطعة إسفراين) في إيران. يقدر عدد سكانها بـ 108 نسمة بحسب إحصاء 2016.